# Campylopus nivalis
Campylopus nivalis är en bladmossart som beskrevs av Bridel 1826. Campylopus nivalis ingår i släktet nervmossor, och familjen Dicranaceae. Inga underarter finns listade i Catalogue of Life.